# 1. Lambousa-Schatz

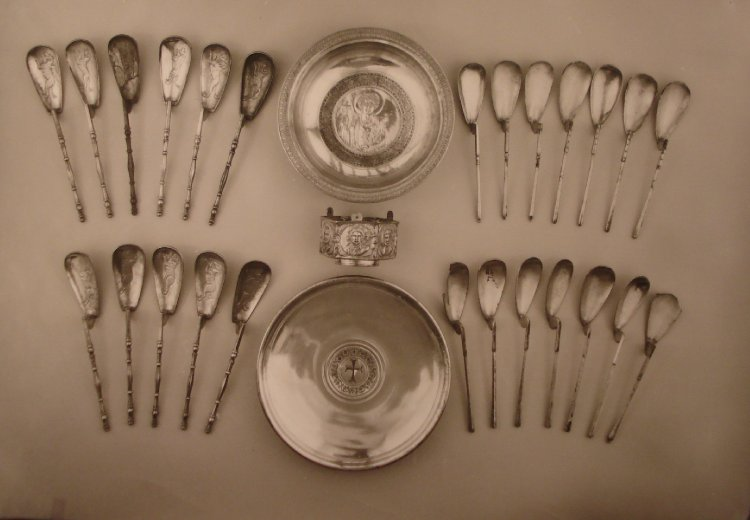
Schatz im British Museum

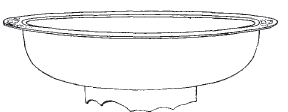
Zeichnung Querschnitt Sergiosschale

Der erste Schatzfund von Lambousa ist der frühere von insgesamt zwei Silberschätzen, die Ende des 19. Jahrhunderts nahe der antiken Stadt Lambousa (heutiges Lapta), einem byzantinischen Bischofssitz auf Zypern, gefunden wurden. Die Artefakte stammen aus der Zeit zwischen dem Ende des 6. und der Mitte des 7. Jahrhunderts. 

## Fundgeschichte
Die Fundgeschichte des ersten Schatzfundes von Lambousa war bis vor einigen Jahren unklar, da es wenige mündliche Überlieferungen und nahezu keine Schriftquellen zur Auffindung der Silbergegenstände gibt. Erschwerend hinzu kam, dass nur wenige Jahre nach dem ersten Schatz ein zweiter entdeckt wurde, dem durch die in ihm enthaltenen Davidplatten größere Aufmerksamkeit zuteilwurde und der somit den ersten Schatzfund in den Schatten stellte.
Durch einen Brief, den man im Staatsarchiv von Nikosia fand, kam etwas Licht ins Dunkel. Der Brief, den der damalige Bezirkshauptmann von Kyrenia, James Chamberlayne, am 28. Dezember 1898 an den Chefsekretär der Inselverwaltung schrieb, besagt, dass der 1. Lambousa-Schatz von einem Bauern namens Constati Thoma im Jahre 1897 bei Arbeiten auf einem Feld in der Nähe des Klosters Acheiropoietos entdeckt wurde.
Heute befinden sich die Silberobjekte des Schatzfundes im British Museum in London. Das Museum kaufte 1899 insgesamt 28 Teile des Schatzes.

## Zusammensetzung des Schatzes
Die Silberschatz, der sich heute in London befindet, setzt sich aus insgesamt 28 Einzelteilen zusammen. Dazu gehören 25 Silberlöffel, ein Silberteller, eine Silberschale und ein hexagonales Gefäß, das möglicherweise als Weihrauchgefäß genutzt wurde.
Ob dies allerdings der gesamte Schatz ist, ist sehr umstritten. O. M. Dalton, der sich intensiv mit dem ersten Schatzfund von Lambousa beschäftigte, ließ schon in der Erstpublikation des Schatzes erkennen, dass möglicherweise noch mehr Silberobjekte des Schatzfundes existierten. So sollen elf der insgesamt 36 ehemals vorhandenen Silberlöffel verschollen sein. Marlia Mundell Mango geht sogar davon aus, dass ebenfalls noch drei weitere Silberplatten existiert haben sollen, die in den 1950er Jahren in die USA verkauft worden sein sollen.

### Das „Weihrauchgefäß“
Hierbei handelt es sich um ein sechseckiges Objekt, das wahrscheinlich als Weihrauchgefäß verwendet wurde. Weil die Fundumstände des Schatzes umstritten sind, stellt sich auch hier die Frage, warum das Objekt als Weihrauchgefäß verstanden wird. Einige Forscher, darunter auch O. M. Dalton, gehen davon aus, dass es sich möglicherweise bei dem Gefäß um eine Öllampe handeln konnte.
Das Gefäß ist hexagonal, hat einen kleinen Standfuß und an der oberen Kante befinden sich drei Ösen. Der Durchmesser des Objektes beträgt 10,9 cm, es ist 6,7 cm hoch und ca. 234 g schwer.
Auf jeder der sechs Seiten befindet sich ein rundes Medaillon mit einem Bildnis einer menschlichen Figur darauf. Jede dieser sechs Personen ist mit einem Nimbus um den Kopf herum dargestellt. Die Medaillons werden durch ein Blattmuster abgetrennt. Die Winkel bzw. die Stoßkanten der Seiten sind mit kleinen runden Medaillons verziert, die in ihrem Zentrum mit einem Kreuz geschmückt sind.
Die Anordnung der sechs Personen ist in jeweils zwei Gruppen mit drei Personen zu unterteilen.
Die erste Seite des Gefäßes beinhaltet drei menschliche Abbildungen. In der Mitte befindet sich das Abbild Jesu Christi. Er ist mit langem welligen Haar dargestellt, das durch einen Mittelscheitel getrennt ist. Sein Kopf ist durch einen Nimbus umfasst. Er besitzt einen kurzen, spitz zulaufenden Bart. In seiner linken Hand hält er ein geschlossenes Buch, das er mit den ersten beiden Fingern seiner rechten Hand berührt. Diese Geste stellt den Segensgestus dar.
Links neben Jesus Christus befindet sich ein Abbild des Apostels Paulus, der kurzes Haar besitzt und einen etwas längeren Bart trägt. Auch sein Kopf ist durch einen Nimbus umgrenzt und auch er hält in der linken Hand ein Buch, auf dessen Ecke die zwei Finger der rechten Hand ruhen.
Rechts neben dem Abbild Christi befindet sich ein Abbild des Apostels Petrus. Er hat kurzes Haar und besitzt ebenfalls einen Heiligenschein. Er hält ein Stabkreuz in der linken Hand.
Auf der gegenüberliegenden Seite des Gefäßes befinden sich ebenfalls Abbilder von drei Personen. In der Mitte befindet sich das Bildnis der Jungfrau Maria. Ihr Kopf wird wie bei allen anderen abgebildeten Personen von einem Nimbus eingerahmt. Auf dem Kopf trägt sie das Maphorion, das ihre Schultern und ihr Haupthaar bedeckt.
Rechts und links neben der Jungfrau befindet sich zwei weitere Abbildungen von männlichen Figuren, die jeweils einen Heiligenschein besitzen und ein Buch in der Hand halten, das sie mit zwei Fingern der rechten Hand berühren. Der Unterschied zwischen diesen beiden Figuren ist, dass der Mann links von der Jungfrau einen spitzen Bart trägt, der rechte hingegen bartlos ist. Wer die beiden sind, ist unklar. O. M. Dalton spekuliert, dass es sich bei dem bärtigen Mann um Jakobus den Älteren und bei dem Bartlosen um den Evangelisten Johannes handeln könnte.
Auf der Unterseite des Standfußes des Objektes befinden sich 5 Kontrollstempel. Zwei davon sind kreuzförmig. Beide weisen in ihrer Mitte ein Monogramm und eine Inschrift auf, die „Sinnius“ lautet. Ein Stempel ist viereckig und beinhaltet das Monogramm des Kaisers Phokas. Ein weiterer Stempel ist lang und bogenförmig. Der fünfte Stempel ist rund.
Das Kontrollstempelset des Gefäßes lässt sich eindeutig dem Kaiser Phokas zuordnen und somit kann das Objekt in seine Regierungszeit zwischen 602 und 610 n. Chr. datiert werden.

### Der Silberteller
Der flache Teller besitzt einen Durchmesser von 26,8 cm, wiegt ca. 2,16 kg und besitzt einen 3,5 cm hohen Standfuß.
In der Mitte des Tellers befindet sich ein lateinisches Kreuz, das mit Niello verziert ist. An den Ecken der Kreuzarme befinden sich tropfenförmige Gebilde. Das Kreuz ist umrundet von zwei schmalen vergoldeten Streifen, auf die nach außen hin eine Efeuranke folgt, die wiederum von zwei schmalen Streifen umrundet wird. Ganz außen wird der Teller von einem schmalen Rand umgrenzt.
Auf der Unterseite des Standfußes befindet sich ein Kontrollstempelset, das aus fünf Stempeln besteht. Zwei davon sind bogenförmig, zwei sind rund und einer von ihnen ist kreuzförmig. Alle fünf Stempel wurden durch die Drehbank bei der Herstellung des Standfußes beschädigt. Durch die Monogramme, die noch erkennbar sind, lässt sich der Silberteller in die Regierungszeit des Kaisers Tiberius II. Konstantin (578 – 582 n. Chr.) datieren.

### Die Silberschale
Die Schale besitzt einen Durchmesser von 24,3 cm, wiegt 922 Gramm und ist 7,8 cm hoch. Sie besitzt einen kleinen Standfuß, der beträchtlich beschädigt ist.
Im Zentrum der Schale befindet sich ein Mittelmedaillon, in dessen Innerem sich das Abbild eines Mannes befindet. Der Kopf des Mannes ist von einem Nimbus umfasst. Er trägt lockiges Haar und sein Gesicht ist bartlos. Seine Kleidung besteht aus einer Chlamys, die auf der rechten Schulter von einer Fibel zusammengehalten wird. Auf seiner Brust befindet sich ein rechteckiger Aufnäher, das sogenannte 'Tablion'. Auf seinem rechten Arm, nahe der Schulter, befindet sich eine gestickte Rosette. Um seinen Hals trägt er ein Halsband mit einem Medaillon. In der rechten Hand hält er sein Stabkreuz.
Aufgrund von Vergleichen mit anderen figürlichen Darstellungen mit ähnlicher Ausstattung, geht O. M. Dalton davon aus, dass es sich hierbei um den Heiligen Sergios handelt.
Umschlossen wir das Heiligenbild von zwei niellierten Wellenmustern, in deren Mitte sich ein geometrisches Muster aus sich überschneidenden Kreisen befindet.
Der Rand der Schale ist mit einem doppelten Blattmuster, in dessen Mitte sich eine Perlschnurverzierung befindet, dekoriert.
Die Schale ist aufgrund ihrer Kontrollstempel, die sich auf dem Standfuß befinden, in die Regierungszeit des Kaisers Konstans II. (zwischen 641 und 651 n. Chr.) zu datieren.

### Die Silberlöffel
Der Hauptbestandteil des ersten Schatzfundes von Lambousa sind 25 Silberlöffel. Es ist anzunehmen, dass der Schatz 36 Löffel umfasst, von denen 11 Stücke bis zum heutigen Tag verschollen sind.
Stefan R. Hauser unterteilte Silberlöffel des 5. bis 7. Jahrhunderts n. Chr. in Gruppen. Die Bezeichnungen wurden aus seinem Werk entnommen.
Durch ihre Formenvielfalt lassen sich die Löffel des ersten Lambousa-Schatzes in fünf eng verbundene Gruppen unterteilen:

#### Erste Gruppe
Stefan R. Hauser bezeichnet diese Gruppe als Gruppe 7.1.
Die Löffel dieser Gruppe zeichnen sich dadurch aus, dass ihre Griffe separat angefertigt und später auf den Diskus angelötet wurden. Löffel dieser Untergruppe wiegen ca. 77,6 Gramm und sind 23,5 cm lang. Außerdem befindet sich auf ihrem Griff die niellierte, ungedeutete Buchstabenkombination АΥ+АΛ.

#### Zweite Gruppe
Bei der zweiten Gruppe (Gruppe 7.2) wurde die Verbindung zwischen Griff und Diskus zusammengeschmolzen und somit die Löffel in einem Stück gefertigt.
Löffel dieser Untergruppe sind 77,81 – 89,62 g schwer und 24,2 cm lang.
Die Löffel der Gruppen 7.1 und 7.2 weisen keine Abnutzungsspuren auf, sind jedoch wahrscheinlich scharf gereinigt worden. Außerdem liegt ihr Schwerpunkt direkt hinter dem Diskus und sie besitzen auf der Unterseite der Laffe ein Blattdekor.

#### Dritte Gruppe
Diese Gruppe wird von Stefan R. Hauser als Gruppe 7.3 bezeichnet. Sie besteht aus einem einzigen Objekt des Schatzes, welches am Griffende einen kleinen Kugelkopf aufweist, in dem ein Loch erkennbar ist.
Die Laffe dieses einzelnen Löffels ist zerstört und nur ca. einen halben Millimeter dick.
Alle Löffel der Gruppen 7.1 bis 7.3 zeichnen sich durch zahlreiche Gemeinsamkeiten aus:
Sie besitzen alle einen flachen Anschluss zwischen der birnenförmigen Laffe und dem ca. 1,9 cm großen, konvexen Diskus.
Oberhalb der Disken beginnen die Griffe 4,5 cm langen, hexagonalen Stücken, verbreitern sich leicht und enden in abrupten Verjüngungen.
Die Mittelteile der Griffe setzen sich auf diesen Verjüngungen in nicht rundem Querschnitt ca. 11 cm lang fort, wobei sie immer dicker werden und in einfachen Abrundungen enden.

#### Vierte Gruppe
Gruppe 8.1 zeichnet sich durch folgende Charakteristika aus:
Die Löffel besitzen eine große, birnenförmige Laffe, in deren Innenseite eine Mittelrippe vom Diskus aus bis etwa zur Mitte der Laffe führt.
Laffe und Diskus sind flach miteinander verbunden.
Der Griff ist als separater Teil auf den Diskus gelötet und am Ende des Griffes befindet sich ein abgerundeter, aufgesetzter Kugelkopf.
Das Gewicht der Löffel beträgt zwischen 73,86 und 75,52 g und sie sind 22,9 cm lang.
Auf einem Löffel dieser Gruppe befindet sich eine niellierte Inschrift, die „Theodorou“ lautet und möglicherweise auf den früheren Besitzer des Löffels hindeutet.

#### Fünfte Gruppe
Gruppe 9 (nach Hauser), umfasst 11 gleichförmige Löffel mit unterschiedlichen Tiermotiven auf der Innenseite der Laffe.
Sie besitzen eine flache, birnenförmige Laffe, die ca. 9 cm lang und 4,5 cm breit ist.
Die Rückseiten der Laffen sind mit symmetrischen, floralen Motiven verziert.
Laffen und Disken sind aus einem Stück gefertigt.
Hauser geht davon aus, dass diverse andere Löffel, die auf der ganzen Welt verstreut sind, aufgrund ihrer Charakteristika den Löffeln dieses Schatzes zuordnen lassen. Ein Löffel z. B. der sich heute in der Frühchristlich-Byzantinischen Sammlung der Staatlichen Museen Preußischer Kulturbesitz in Berlin-Dahlheim, dessen Laffe zwar teilweise zerstört ist, der aber dennoch 72 g wiegt, 24 cm lang ist und die gleiche Blattmusterverzierung auf der Laffenunterseite besitzt wie die Löffel aus Lambousa.

## Datierung und Einordnung
Aufgrund der Kontrollstempel auf den größeren Objekten des ersten Schatzfundes von Lambousa, sind die Silbergefäße und Löffel zwischen das Ende des 6. und die Mitte des 7. Jahrhunderts zu datieren.
Wie der Schatz im Bezug auf seinen angeblichen Fundort, dem Bischofssitz Lambousa in der Nähe des Klosters Acheiropoietos, einzuordnen ist, ist unklar. Da man nicht sicher sagen kann, ob das hexagonale Gefäß tatsächlich ein Weihrauchgefäß ist (auch wenn das Bildprogramm und ein Vergleichsobjekt aus dem Sion-Schatz dafür sprechen würden) und andere liturgische Geräte, wie z. B. ein Kelch fehlen, ist davon auszugehen, dass der Schatz in Privatbesitz war und keine Verbindung zu einem Kirchenschatz besteht.